# 福本有希

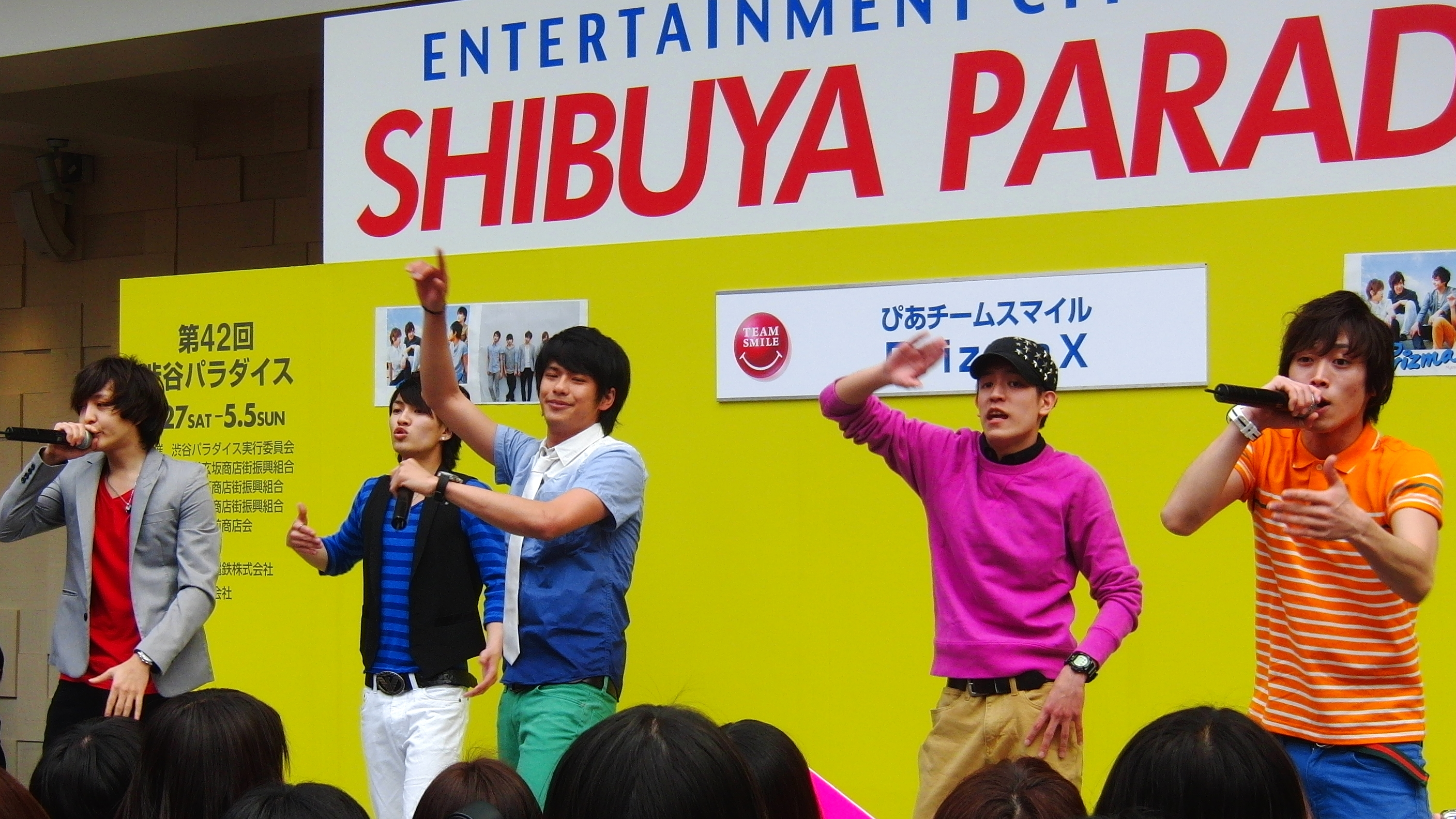
PrizmaX
（2013年4月、第42回渋谷パラダイス 渋谷駅ハチ公前特設ステージ）

福本 有希（ふくもと ゆうき、1990年5月12日 - ）は、日本の元俳優・元タレントで、ダンス&ボーカルユニットPRIZMAXの元メンバーである。
北海道出身。スターダストプロモーション制作1部。

## 略歴
アクターズスタジオ北海道本部校出身。w-inds.に憧れてダンスを始めた。
2005年、PrizmaXのメンバーとなる。中学生の頃は、週末に上京してレッスンや活動を行うPrizmaXの「地方組」であった。
2010年8月、他のPrizmaXのメンバー（島田翼を除く）とともに俳優集団NAKED BOYZに加入する。
2011年6月、「役者として自分を表現していきたい」と、PrizmaXからの卒業を発表する。
2013年、サポートメンバーを経てPrizmaXに加入。再加入ではなく新加入としている。同年3月にPrizmaXとしてシングル「Mysterious Eyes/Go!」でCDデビュー。ライブ・イベント出演などで活動する。2014年7月、NAKED BOYZを卒業する。

水曜日のダウンタウンの「サンシャイン池崎の俺の実家　ボロさでは最強説」で実家が貧乏なタレントの一人として、「教科書を切って食べていた」というエピソードを語るもスタッフから問い詰められ、嘘だという事が発覚。それだけではなく、バイきんぐ小峠英二が唱えた「おバカタレントやりにいってる説」という禁断の説を検証してところおバカタレントになるためにわざと答えを間違えやりにいってることが判明した。

2019年12月29日の「PRIZMAX Live Level 9 ～CIRCUS WINTER EDITION～」公演をもってPrizmaXからの脱退および芸能界を引退。

## 人物
人生のターニングポイントとして「六本木が自分を変えてくれた」。

## 出演

### ドラマ
- いま、会いにゆきます（2005年7月 - 9月、TBS）秋穂巧（幼少） 役
- 恋する日曜日第3シリーズ 第18話「県境」（2007年5月5日、BS-i）浩一 役
- 90th Anniversary カルピスドラマスペシャル 今を生きる祖母（2007年7月7日、BS-i）田中健介 役

### テレビ番組
- ラブ*リルカ（2005年10月 - 12月、TOKYO MX）
- 戦国鍋TV 〜なんとなく歴史が学べる映像〜（2012年4月 - 6月、テレビ神奈川 ほか）「AKR四十七」片岡源五右衛門 役

### 映画
- ブラブラバンバン （2008年）白波瀬歩 役
- 『女優』〜創造真優美的未来〜 （2012年）大宮浩章 役
- ひだまりが聴こえる （2017年）内山蓮 役

### 舞台
- コカンセツ!（2010年8月、天王洲銀河劇場）
- 神☆ヴォイス 〜Go!Go!Dreamers!!〜（2012年3月、MAKOTOシアター銀座）綾田大輝 役
- 朗読劇 ロミオ×ロミオ2（2012年4月、プロモボックス!）
- 呪解伝（2013年10月、明石スタジオ）篝火 役
- グラファー vol.2(2016年4月、上野ストアハウス) 主演 リアム 役
- ぱんきす！3次元(2016年5月、川崎市アートセンター アルテリア劇場) ゲスト出演
- BIOHAZARD THE Experience(2017年2・3月、ZEPPブルーシアター六本木・新神戸オリエンタル劇場)
- 愛、お姉ちゃん、湯の花の舞う頃 （2017年10月11日-15日、コフレリオ新宿シアター） 主演 一ノ瀬斗真 役

### ネット配信
- 指原莉乃&ブラマヨの恋するサイテー男総選挙（2017年、AbemaSPECIAL） - レギュラー

### ミュージックビデオ
- BENNIE K「DISCO先輩」（2006年）
- SA.RI.NA「もう大丈夫」（2011年）

## 書籍

### 雑誌
- ニコラ（新潮社）メンズモデル
- ピチレモン（学研パブリッシング）